# Norway, New York
Norway är en kommun (town) i Herkimer County i delstaten New York i USA. Befolkningen uppgick vid folkräkningen år 2000 till 711.
Norway ligger i de östcentrala delarna av Herkimer County och nordöst om Utica. Kommunen gränsar till Adirondack Park.

## Historia
Den nuvarande kommunen fick en permanent befolkning kring 1787, efter ett avbrutet försök 1786. 
Kommunen bildades 1792, omedelbart efter att Herkimer County skapats. Norway var ursprungligen större, och delades sedan direkt eller indirekt upp i omkring 36 nya kommuner och countyn. I Herkimer County skapades Fairfield (1796), Russia (1806), Ohio (1823), Wilmurt (nu borta) och Webb (1836). Delar av Newport överfördes från Norway 1806.
1825 var befolkningen 1 168.